# Pieter Cornelis 't Hooft
Pieter Cornelis 't Hooft (Veen, 19 oktober 1849 - Leiden, 18 november 1921) was een Nederlands politicus.
't Hooft was een antirevolutionair rechter, die op diverse niveaus en in verschillende plaatsen bestuurlijk actief was. Hij was Tweede Kamerlid voor het district Middelburg en later een vooraanstaand Eerste Kamerlid. Hij stemde in 1917 als enige tegen het in 1915 bereikte compromis dat een einde maakte aan de kiesrecht- en schoolstrijd.
Hij was de broer van Tweede Kamerlid Gerrit Blankers 't Hooft.
- Biografisch Portaal: 71217074
- Parlement.com: vg09ll1sjgvn